# Kredyt konsolidacyjny
Kredyt konsolidacyjny (ang. consolidated credit) – kredyt przeznaczony na spłatę bieżących zadłużeń: kredytu gotówkowego, kredytu hipotecznego, zadłużenia karty kredytowej, kredytu na zakup sprzętu AGD – mający na celu obniżenie miesięcznej kwoty zobowiązań poprzez wydłużenie okresu spłaty.